# Josef Tichy (Maler)

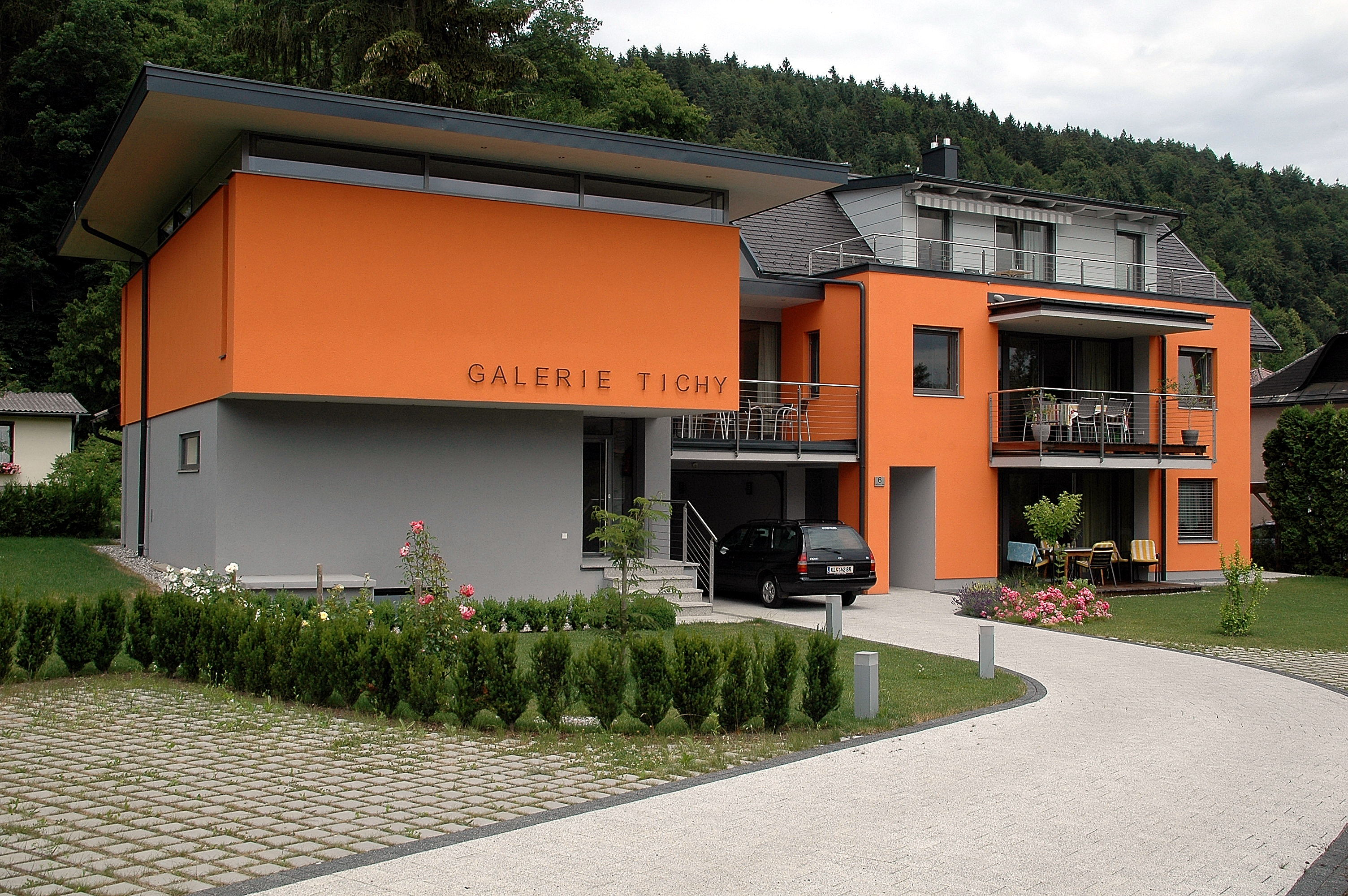
Galerie Tichy in Pörtschach am Wörthersee

Josef Tichy (* 24. August 1922 in Pörtschach am Wörther See; † 6. November 2001 ebenda) war ein österreichischer Maler und Grafiker.

## Leben
Josef Tichy besuchte ab 1945 das Kärntner Landesinstitut für bildende Kunst in Klagenfurt und ab 1950 die Akademie der bildenden Künste in Wien. Als freischaffender Künstler setzte er sich mit verschiedenen druckgraphischen Techniken auseinander. Er leitete Graphikseminare und unternahm Studienreisen in Europa und im Nahen Osten. Sein Wohnsitz war Pörtschach am Wörthersee. Für seine Grafiken erntete er zahlreiche internationale Preise. 1982 erhielt er den Berufstitel Professor.
Der freischaffende Künstler war versiert in allen Techniken, er experimentierte lustvoll an immer neuen Formen und Farben, ließ sich von den Kritzeleien seiner Enkelkinder ebenso inspirieren wie vom Nußbaum vor seinem Pörtschacher Atelier, wo sein Großvater eine Gärtnerei betrieben hatte. Aus den anfänglichen Porträts und Landschaften seiner Soldatenzeit wurden schließlich Meisterwerke der Abstraktion, die heute in bedeutenden Grafiksammlungen der Welt zu finden sind.
Josef Tichy war verheiratet mit Gerlinde Tichy und Vater von drei Kindern. Er starb am 6. November 2001. Seine letzte Ruhestätte fand er auf dem Ortsfriedhof.